# Armando Maunier
Armando Maunier Fernández del Villar, (Barcelona, 11 de julio de 1907 - México, 5 de diciembre de 1998) fue un exjugador español de baloncesto de padre francés y madre española.

## Biografía
Es uno de los pioneros del básquet español, al estar presente en el primer partido disputado por la selección el 15 de abril de 1935 contra Portugal, con resultado de 33-12 para los españoles y haber obtenido la primera medalla en una competición oficial para España, la plata del Europeo de Suiza 1935. Sus compañeros en este hito fueron los hermanos Alonso, Emilio y Pedro, (nacidos en Cuba, de padres vascos), Rafal Martín y Rafael Ruano, (de origen centroamericano), Cayetano Ortega, (de origen caribeño), el también catalán Juan Carbonell, y el aragonés afincado en Cataluña Fernando Muscat. El seleccionador era Mariano Manent, nacido en Argentina de padres españoles, y afincado en Cataluña.
Después de la guerra civil española se exilió a Francia y México, donde colaboró durante muchos años como corresponsal del diario El Mundo Deportivo.